# Gran Premio de la Patagonia
El Gran Premio de la Patagonia es una carrera ciclista chilena que se celebra en el mes de marzo alrededor de la Región de Los Lagos en Puerto Montt. La carrera se organizó por primera vez en el año 2020 y forma parte del UCI America Tour bajo la categoría 1.2.

## Palmarés
| Año  | Ganador             | Segundo       | Tercero       |           |
| ---- | ------------------- | ------------- | ------------- | --------- |
| 2020 | José Tito Hernández | Óscar Sevilla | Pablo Alarcón |           |
| 2021 | cancelada           | cancelada     | cancelada     | cancelada |

## Palmarés por países
| País     | Victorias |
| -------- | --------- |
| Colombia | 1         |